# Salvatore Visco
Salvatore Visco (Napoli, 28 luglio 1948) è un arcivescovo cattolico italiano, dall'11 dicembre 2023 arcivescovo emerito di Capua.

## Biografia
Nasce a Napoli, città capoluogo di provincia e sede arcivescovile, il 28 luglio 1948.

### Formazione e ministero sacerdotale
Da bambino frequenta la scuola media e i primi anni del liceo classico nel seminario minore di Pozzuoli. Segue poi i corsi di filosofici e teologici presso il Seminario arcivescovile di Napoli "Alessio Ascalesi" e presso la sezione san Tommaso della Pontificia facoltà teologica dell'Italia meridionale.
Il 14 aprile 1973 è ordinato presbitero per la diocesi di Pozzuoli nel quartiere Bagnoli.
Nell'ambito della diocesi puteolana, è dapprima, fino al 1984 vicario parrocchiale presso la parrocchia Maria Santissima Desolata nel quartiere Bagnoli di Napoli, poi, dal 1985 al 1993, parroco della parrocchia Mater Domini a Bagnoli. Ricopre anche i ruoli di docente di religione presso la scuola pubblica, dal 1974 al 1994, direttore dell'Ufficio liturgico diocesano, dal 1985 al 1994, e delegato vescovile per il diaconato permanente e responsabile diocesano per i ministeri, dal 1985 al 1995. Dal 1994 è vicario generale e decano del capitolo della cattedrale di Pozzuoli.

### Ministero episcopale

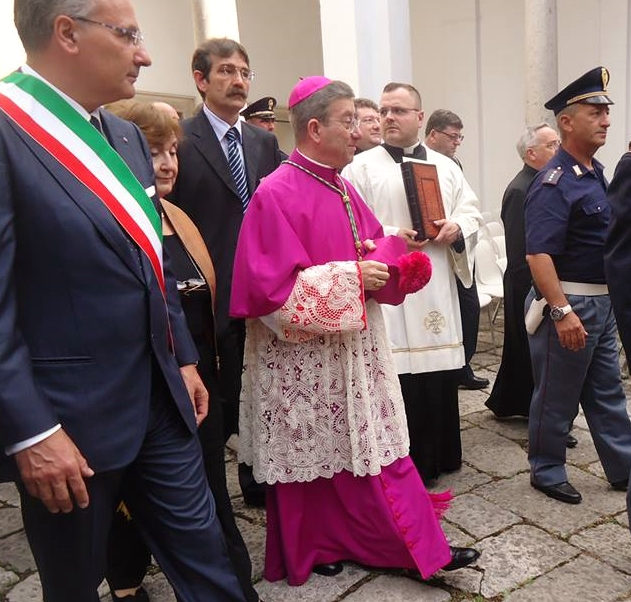
Ingresso nella cattedrale di Capua, 29 giugno 2013.

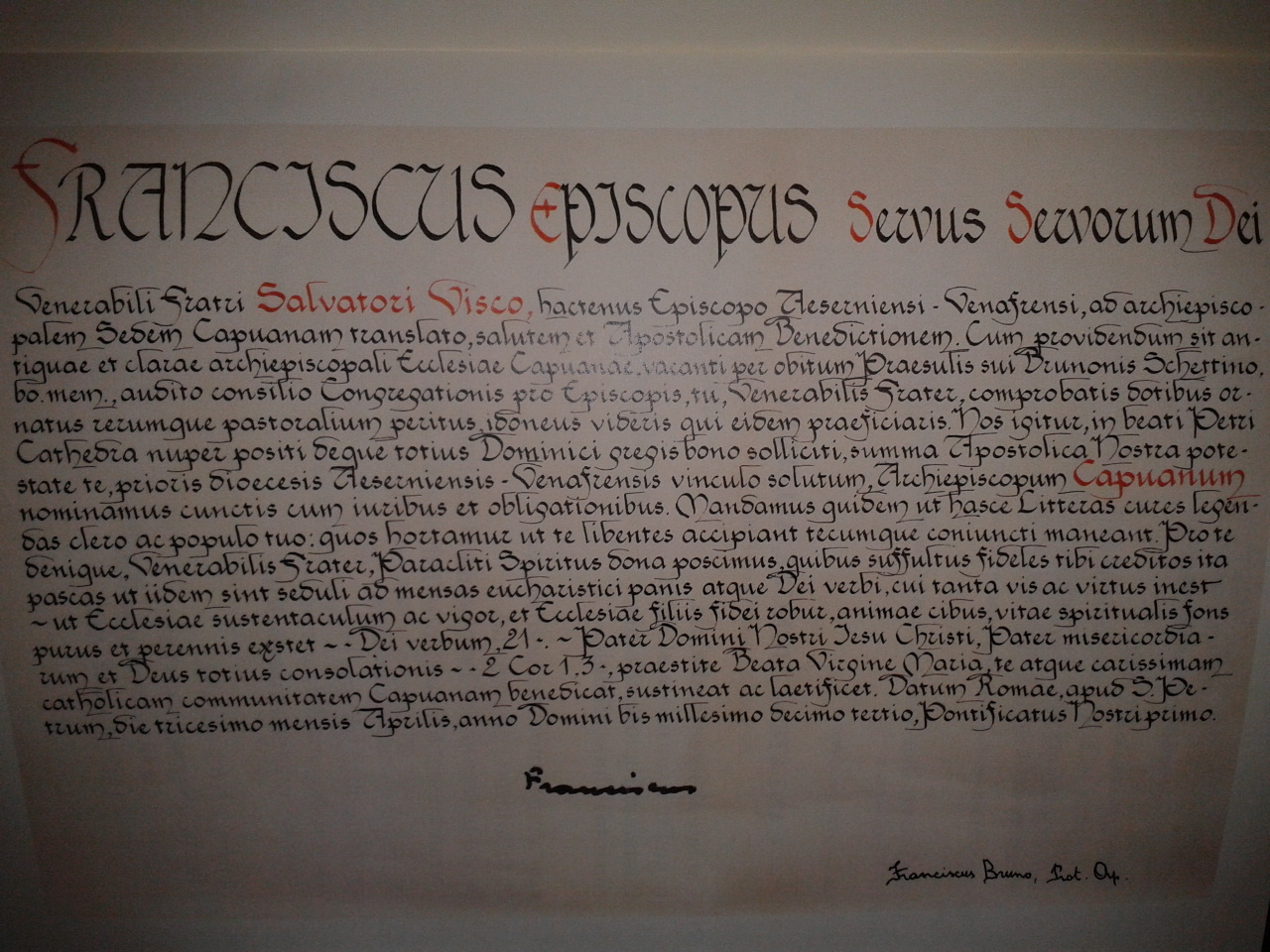
Bolla di nomina ad arcivescovo di Capua.

#### Vescovo di Isernia-Venafro
Il 5 aprile 2007 papa Benedetto XVI lo nomina vescovo di Isernia-Venafro; succede ad Andrea Gemma, precedentemente dimessosi per raggiunti limiti di età.
Il 2 giugno successivo riceve l'ordinazione episcopale, nel teatro Palapartenope a Fuorigrotta, dal cardinale Giovanni Battista Re, co-consacranti i vescovi Gennaro Pascarella e Silvio Padoin. Sono presenti alla cerimonia numerosi vescovi delle conferenze episcopali campana e abruzzese-molisana.
Il 24 giugno, nella solennità di san Giovanni Battista, prende possesso della diocesi nella cattedrale di Isernia, mentre il 28 giugno, durante i primi vespri della solennità dei santi Apostoli Pietro e Paolo, fa il suo ingresso solenne nella concattedrale di Venafro, facendo visita al sepolcro dei santi Nicandro, Marciano e Daria, martiri nel 303 d.C. a Venafro e patroni della stessa città e della diocesi.

#### Arcivescovo di Capua
Il 30 aprile 2013 papa Francesco lo nomina arcivescovo di Capua; succede a Bruno Schettino, deceduto il 21 settembre 2012.
Il 29 giugno 2013, nella solennità dei santi Pietro e Paolo, prende possesso canonico dell'arcidiocesi nel corso di una celebrazione eucaristica nella cattedrale di Santa Maria Assunta; nella prima omelia, esorta la comunità diocesana a costruire «insieme il Regno di Dio non solo esercitando le virtù specificatamente cristiane che nascono dalla fede nell'unico Signore, ma collaborando, per una civiltà dell'amore, con ogni uomo di buona volontà per vivere le virtù umane dell'onestà, del rispetto della persona».
L'11 dicembre 2023 papa Francesco accoglie la sua rinuncia, presentata per raggiunti limiti di età, al governo pastorale dell'arcidiocesi di Capua; gli succede Pietro Lagnese, vescovo di Caserta, con conseguente unione in persona episcopi delle due sedi. Rimane amministratore apostolico di Capua fino all'ingresso del successore, che avviene il 4 febbraio 2024.

## Genealogia episcopale
La genealogia episcopale è:
- Cardinale Scipione Rebiba
- Cardinale Giulio Antonio Santori
- Cardinale Girolamo Bernerio, O.P.
- Arcivescovo Galeazzo Sanvitale
- Cardinale Ludovico Ludovisi
- Cardinale Luigi Caetani
- Cardinale Ulderico Carpegna
- Cardinale Paluzzo Paluzzi Altieri degli Albertoni
- Papa Benedetto XIII
- Papa Benedetto XIV
- Papa Clemente XIII
- Cardinale Enrico Benedetto Stuart
- Papa Leone XII
- Cardinale Chiarissimo Falconieri Mellini
- Cardinale Camillo Di Pietro
- Cardinale Mieczysław Halka Ledóchowski
- Cardinale Jan Maurycy Paweł Puzyna de Kosielsko
- Arcivescovo Józef Bilczewski
- Arcivescovo Bolesław Twardowski
- Arcivescovo Eugeniusz Baziak
- Papa Giovanni Paolo II
- Cardinale Giovanni Battista Re
- Arcivescovo Salvatore Visco

## Araldica
| Stemma | Descrizione |
| ------ | --- |
|        | Lo stemma è su uno scudo a forma di calice, diviso in due parti: - una superiore, dove si trovano due palme incrociate, che simboleggiano il martirio; - una inferiore, dove è presente, su uno sfondo azzurro, una nave, simbolo della Chiesa, guidata da una stella bianca a sinistra. Il suo motto è Dirige me Domine in veritate tua, che significa Guidami Signore nella tua verità ed è tratto dal salmo 24, versetto 5. |